# Il Popolo d'Italia
Il Popolo d'Italia (Italiens folk) var en tidning i Milano som Benito Mussolini grundade 15 november 1914 efter sitt utträde ur Avanti. 1922-1931 redigerades tidningen av Alessandro Mussolini. Som litteraturkritiker arbetade Margherita Sarfatti.
Tidningen fick till en början understöd från den franska staten och från industrin för att lobba för ett italienskt inträde på den allierade sidan i första världskriget. Efter fascismens framväxt blev tidningen Italienska fascistpartiets tidning. Sista numret kom ut 24 juli 1943.